# Limnophora setitibia
Limnophora setitibia är en tvåvingeart som beskrevs av Shinonaga 2005. Limnophora setitibia ingår i släktet Limnophora och familjen husflugor. Inga underarter finns listade i Catalogue of Life.